# Sikelia Productions
Sikelia Productions是一間馬田·史高西斯的電影製作公司，成立於1989年。公司已經製作超過40部不同的電視節目、紀錄片和電影。一些最出名的作品有《不赦島》（2010年）、《華爾街狼人》（2013年）、《沉默》（2016年）和《愛爾蘭人》（2019年）。該公司位於紐約市。